# Arron Villaflor
Arron Villaflor (Tarlac, 10 de octbre de 1972) é um ator filipino da ABS-CBN.

## Filmografia

### Televisão
| Ano  | Título                                                 | Papel                      | Emissora    |
| 2014 | Pure Love                                              | Ronald                     | ABS-CBN     |
| 2013 | Maalaala Mo Kaya: Wedding Booth                        | Marq                       | ABS-CBN     |
| 2013 | Juan dela Cruz                                         | Mikael "Kael" Guzman Reyes | ABS-CBN     |
| 2012 | Precious Hearts Romances Presents: Isla                | Sonny                      | ABS-CBN     |
| 2012 | Maynila: Reckless Heart                                | Jed                        | GMA Network |
| 2011 | María la del Barrio                                    | Vladimir Dela Vega         | ABS-CBN     |
| 2011 | Maalaala Mo Kaya: Tulay                                | Nikko                      | ABS-CBN     |
| 2011 | Good Vibes                                             | Franco Mendoza             | ABS-CBN     |
| 2011 | Mara Clara                                             | Cameo Appearance           | ABS-CBN     |
| 2011 | Maynila                                                | Jake                       | GMA Network |
| 2011 | Agimat: Ang Mga Alamat ni Ramon Revilla: Bianong Bulag | Edwin                      | ABS-CBN     |
| 2010 | Shout Out!                                             | Himself                    | ABS-CBN     |
| 2010 | Maynila                                                | Kristoff                   | GMA Network |
| 2010 | Maalaala Mo Kaya: Dancing Shoes                        | Ariel                      | ABS-CBN     |
| 2010 | Midnight DJ: JS Prom Nightmare                         | Raffy                      | TV5         |
| 2009 | Dahil May Isang Ikaw                                   | Marco Aragon               | ABS-CBN     |
| 2009 | Agimat: Ang Mga Alamat ni Ramon Revilla: Tiagong Akyat | Jigo Manuson               | ABS-CBN     |
| 2009 | Your Song Presents: Boystown                           | Raul                       | ABS-CBN     |
| 2008 | Komiks Presents: Mars Ravelo's Tiny Tony               | Red Cloud                  | ABS-CBN     |
| 2008 | Love Spell Presents: Game                              | Totoy                      | ABS-CBN     |
| 2007 | Pedro Penduko at ang mga Engkantao                     | Edward                     | ABS-CBN     |
| 2007 | Sana Maulit Muli                                       | Kevin Roque                | ABS-CBN     |
| 2006 | Your Song Presents: Akin Ka Na Lang                    |                            | ABS-CBN     |
| 2006 | U Can Dance                                            | Himself/Contestant         | ABS-CBN     |
| 2005 | Star Circle National Teen Quest                        | Himself/Contestant         | ABS-CBN     |

### Cinema
| Year | Title            | Role      |
| 2010 | Mamarazzi        | Glen      |
| 2008 | Caregiver        | Convidado |
| 2007 | Katas ng Saudi   |           |
| 2006 | You Are The One  | Ryan      |
| 2005 | Can This Be Love | Louie     |

### Teatro
- 2008: Ibong Adarna - Don Juan
- 2002: First Name - Judah